# Тацца Фарнезе

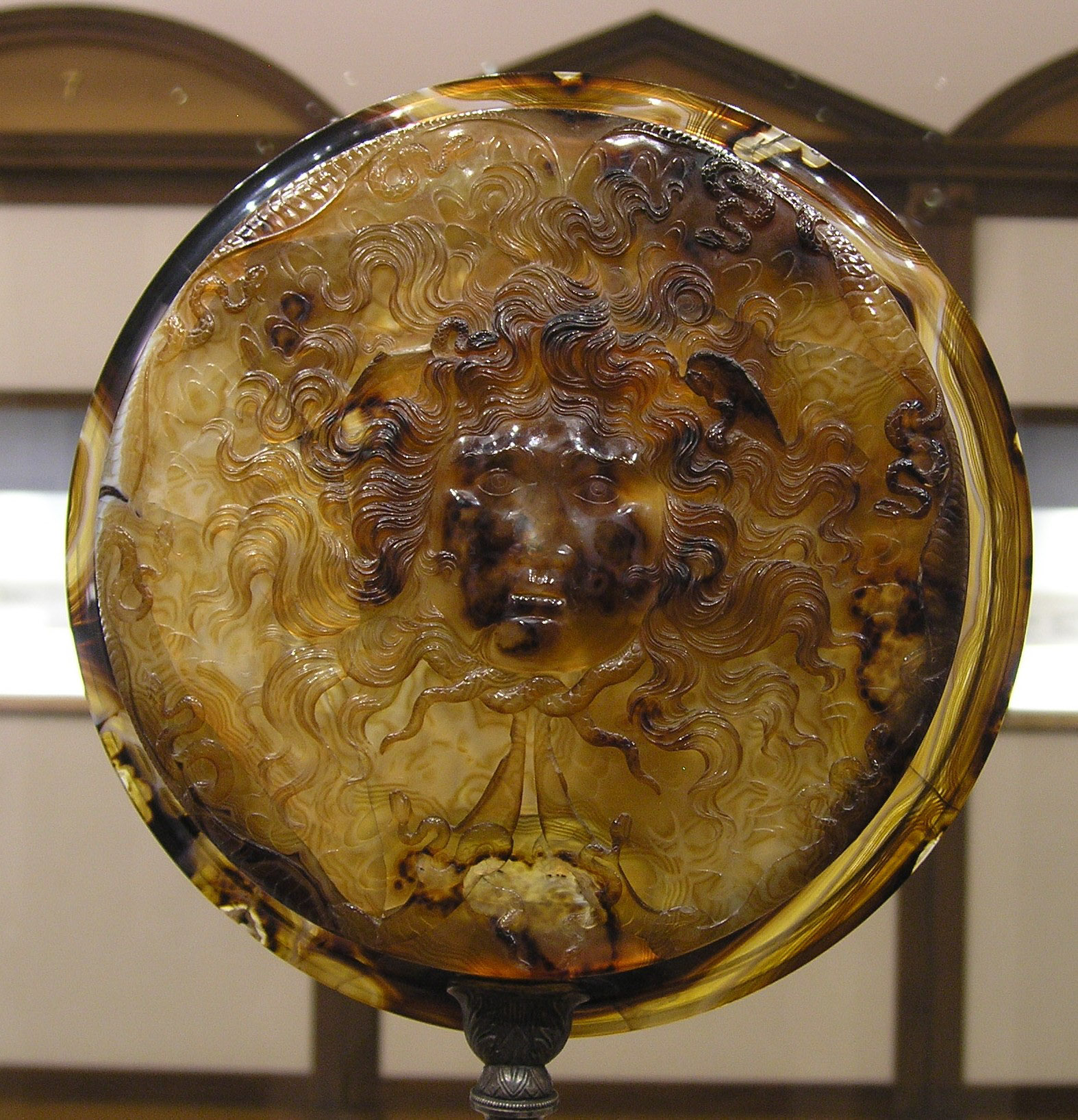
Тацца Фарнезе, зворотня сторона

Тацца Фарнезе — чаша у вигляді камеї з сардонікса. Її діаметр 20 см. Була створена в період між 300 і 20 роком до н.е. 
Зараз зберігається в Національному археологічному музеї Неаполя. Вважається шедевром цього жанру мистецтва та одним із головних творів александрійського мистецтва доби Птолемеїв.

## Короткий опис
Тацца Фарнезе на зворотньому боці зображує Горгонейон. На аверсі ліворуч — персоніфікація Нілу, що спирається на дерево і тримає ріг достатку. Навпроти сидять дві німфи, одна також з рогом достатку, інша п'є з миски. У верхній частині можна побачити двох летючих божеств вітру. Внизу — сфінкс, а над ним жінка, яка, ймовірно, уособлює Ісіду — Деметру. У центрі камеї зображений Триптолем.
Інтерпретація та датування цієї сцени та об'єкта не до кінця визначені. Камея, можливо, була зроблена після голоду в 187 році до нашої ери. Зображення Ісіди-Деметри тоді мало би відповідати Клеопатрі I. Ніл символізує процвітання і багатство, Триптолем — відновлену владу Нілу. Сфінкс — символ королівської родини Птолемеїв.

## Історія Таззи Фарнезе
Сучасна історія камеї особливо цікава. У середньовіччі камея зберігалася в Константинополі, після того як в 1204 році під час Четвертого хрестового походу місто було розграбоване, камея потрапила на захід. Вона була у володінні Фрідріха II, а вже на початку XV ст. камея опинилася при дворі Тимуридів у Центральній Азії. Звідти походить малюнок Таззи Фарнезе, підписаний Мохаммедом аль-Хайямом, який з дивовижною точністю відтворює сцену, зображену на передній частині чаші. Як Тазза Фарнезе потрапила до Середньої Азії, достеменно невідомо. Трохи пізніше чаша-камея перейшла у володіння Папи Павла II, а через папу Сікста IV перейшла у володіння Лоренцо Медічіо, і вже звідти потрапила до Палаццо Фарнезе, а потім і до Неаполя.